# Dejon Noel-Williams
Dejon Noel-Williams (Lambeth, 22 settembre 1998) è un calciatore grenadino, attaccante del Bedford Town.

## Biografia
Suo padre Gifton Noel-Williams è stato un calciatore professionista, nella seconda divisione inglese.

## Carriera

### Club
Dopo le giovanili con Watford e Oxford Utd, ha giocato nelle serie minori inglesi (prevalentemente tra la sesta e la settima divisione) e nella terza divisione spagnola nel Guadalajara.

### Nazionale
In carriera ha giocato 8 partite in nazionale con Grenada, con cui ha esordito nel 2021 e con cui in questo stesso anno ha giocato nella CONCACAF Gold Cup.